# Mansour bin Zayed Al-Nahyan
Schejk Mansour bin Zayed bin Sultan bin Zayed bin Khalifa Al Nahyan, mer känd som Schejk Mansour, född 20 november 1970 i Abu Dhabi, är en medlem i Förenade Arabemiratens kungliga familj och son till landets förra härskare Sultan Zayed bin Sultan Al Nahyan som avled 2004.
Mansour bin Zayed an-Nahyan är för närvarande (september 2008) bland annat ministerpresident, motsvarande ungefär presidentens ställföreträdare (president är brodern Khalifa bin Zayed Al-Nahyan.) Han har vidare stort inflytande över Förenade Arabemiratens ekonomi i egenskap av ordförande i First Gulf Bank och IPIC (International Petroleum Investment Company), ett statligt ägt investmentbolag. Han är även ordförande i investmentbolaget ADUG (Abu Dhabi United Group) och därmed den faktiske ägaren av fotbollsklubben Manchester City FC.
Medlemskapet i den kungliga familjen gör att Mansour bin Zayed an-Nahyan tillhör de rikaste personerna i världen. Familjens totala förmögenhet beräknas vara närmast en biljon US-dollar.
Han är bror till bland andra Abdullah bin Zayed Al Nahyan.
Han äger megayachterna A+ och Blue.